# Tabriz
Tabriz (in persiano تبریز‎ · ; in azero Təbriz) è la più grande città dell'Iran nord-occidentale, con una popolazione di quasi 1 400 000 abitanti.
È il capoluogo dell'Azerbaigian Orientale e dello shahrestān di Tabriz.

## Geografia fisica

### Topografia
Tabriz si trova nel nord-ovest dell'Iran, in leggera pendenza verso la sponda nord-orientale del lago di Urmia. Il fiume principale che irriga questa pianura è l'Aji ('Ajï Chay, "fiume amaro") che, nascendo dal versante sud-occidentale del monte Sabalan, costeggia il Qaraja Dagh, che forma una barriera a sud, ed entrando nella pianura circonda la periferia nord-occidentale della città.
Tabriz è attraversata dall'affluente della riva sinistra dell'Aji, ovvero il Mihran rud (oggi Maydan Chay), mentre a nordest sorgono le alture dell'Aynali-Zaynali, che fanno da ponte tra il Qaraja Dagh e i contrafforti esterni del Sahand.
La zona è soggetta a terremoti e nel corso della sua storia la città è stata più volte devastata e ricostruita.

### Clima
Tabriz ha un clima continentale con stagioni regolari (Köppen Dsa) che confinano con un clima semi-arido freddo (Köppen BSk). La precipitazione annuale è di circa 320 millimetri, buona parte della quale cade a carattere nevoso durante i mesi invernali e come pioggia in primavera e autunno. La città gode di un clima mite in primavera, secco e semi-caldo in estate, umido e piovoso in autunno e freddo nevoso in inverno. La temperatura media annuale è di 12,6 °C (54,7 °C). I venti freddi soffiano da est a ovest principalmente in estate.

## Etimologia
Secondo alcune fonti, tra cui l'Encyclopædia Britannica, il nome Tabriz deriverebbe da tap-riz, dalle numerose sorgenti termali della zona. Altre fonti affermano che nel 246 d.C., per vendicare la morte di suo fratello, il re Tiridate II di Armenia respinse Ardashir I dell'Impero sasanide e cambiò il nome della città da Shahistan a Tauris, derivante da "ta-vrezh "("questa vendetta" in armeno classico). Nel 297 d.C. divenne la capitale di Tiridate III, re di Armenia. Tuttavia, questa storia ha un'origine popolare e nessuna fonte antica ha registrato tale evento. Essa si basa sui racconti di Vardan Areveltsi, uno storico armeno del XIII secolo. La Cambridge History of Iran indica una connessione tra "l'antica roccaforte di Tarui-Tarmakisa" (o Tarwi-Tarwakisa), esistita nell'VIII secolo a.C., e la città di Tabriz, insieme anche alla pubblicazione Archaeological History of Iran di Ernst Herzfeld che identifica direttamente "Tarwakisa" con Tabriz. Alcuni ricercatori ritengono che Tabriz possa essere considerato un toponimo pre-sasanide o addirittura pre-arsacide.

## Storia

### Le origini e il califfato arabo
Non ci sono fonti storiche certe circa la fondazione della città. La maggior parte di esse la collocano nell'era sasanide, mentre altre affermano che i primi insediamenti risalgano ancora più indietro nella storia.
Molto dibattuta è l'identificazione di Tabriz con un'antica città della Media. Lo storico armeno Vardan Areveltsi asserisce che la città fu fondata in territorio persiano dall'arsacide armeno Cosroe come atto di vendetta contro il primo re sasanide Ardashir I, che aveva ucciso l'ultimo re dei Parti Artabano IV. Queste informazioni tuttavia non si riscontrano in alcuna fonte antica e ciò andrebbe probabilmente spiegato con l'etimologia popolare.
Sembrerebbe che l'obiettivo primario degli arabi al momento della conquista dell'Azerbaigian (642 d. C.) fosse la città di Ardabil, mentre Tabriz non è menzionata tra le città da cui il persiano Marzuban I avrebbe arruolato le sue truppe. La città si ridusse a un piccolo villaggio dopo la devastazione menzionata da Fausto di Bisanzio nel IV secolo e una leggenda vuole che fosse stata ricostruita da Zubayda bint Ja'far, moglie di Hārūn al-Rashīd. Gli storici Ahmad ibn Yahya al-Baladhuri e Ibn al-Faqih al-Hamadani invece attribuiscono la ricostruzione della città ai Rawadidi.
Descrivendo l'insurrezione di Babak Khorramdin, Ṭabarī menziona tra i conquistatori un certo Muhammad ibn al-Ba'ith, detentore dei castelli di Shahi e Tabriz. Ai tempi di Ibn Khordadhbeh la città appartenne a Muhammad ibn al-Rawwad, poi venne devastata da un violento terremoto e ricostruita poco prima della fine del regno di al-Mutawakkil. Sarebbe passata poi sotto il controllo dei Banu Rudayni, che avrebbero governato in maniera indipendente, dal momento che non vi è traccia di interventi nell'area da parte dei Sagidi.
Nel 938 l'intera area venne conquistata da Lashkari ibn Mardi, comandante alle dipendenze di Mardavij ibn Ziyar, poi passò sotto il controllo di Daysam ibn Ibrahim al-Kurdi, ai musafiridi del Daylam con Marzuban ibn Muhammad e infine ai Rawadidi fino al 1054, quando vennero sottomessi dal selgiuchide Toghrul Beg. Al-Muqaddasi e Ibn Hawqal descrissero la Tabriz dei loro tempi come la città più prospera dell'Azerbaigian.

### Sotto l'Impero selgiuchide
Nella lotta tra Berkyaruq e Muhammad, il secondo ebbe la meglio e pose a capo di Tabriz il visir Sa'd al-Mulk nel 1104. Successivamente la città passò sotto Sökmen I, fondatore degli Shah-Arman, mentre sotto il ramo dei selgiuchidi iracheni acquisì maggiore importanza a livello storico. Aq Sunqur al-Ahmadili di Maragheh tentò invano di strappare Tabriz dalle mani di Toghrul II, fratello di Mahmud II. L'Azerbaigian venne affidato al controllo dell'emiro Juyûsh-Beg di Mosul, ucciso nel 1122 alle porte di Tabriz, poi nel 1131 il fratello di Mahmud, Ghiyath ad-Din Mas'ud, tentò di conquistare la città, ma venne assediato dal nipote Dawud, figlio di Mahmud, che governò fino al 1139 una vasta area comprendente l'Azerbaigian, l'Arran e l'Armenia. Tabriz divenne definitivamente capitale dell'Azerbaigian tra il 1186 ei il 1191, sotto il controllo dell'atabeg Qizil Arslan.

### Il periodo mongolo e le tribù turkmene

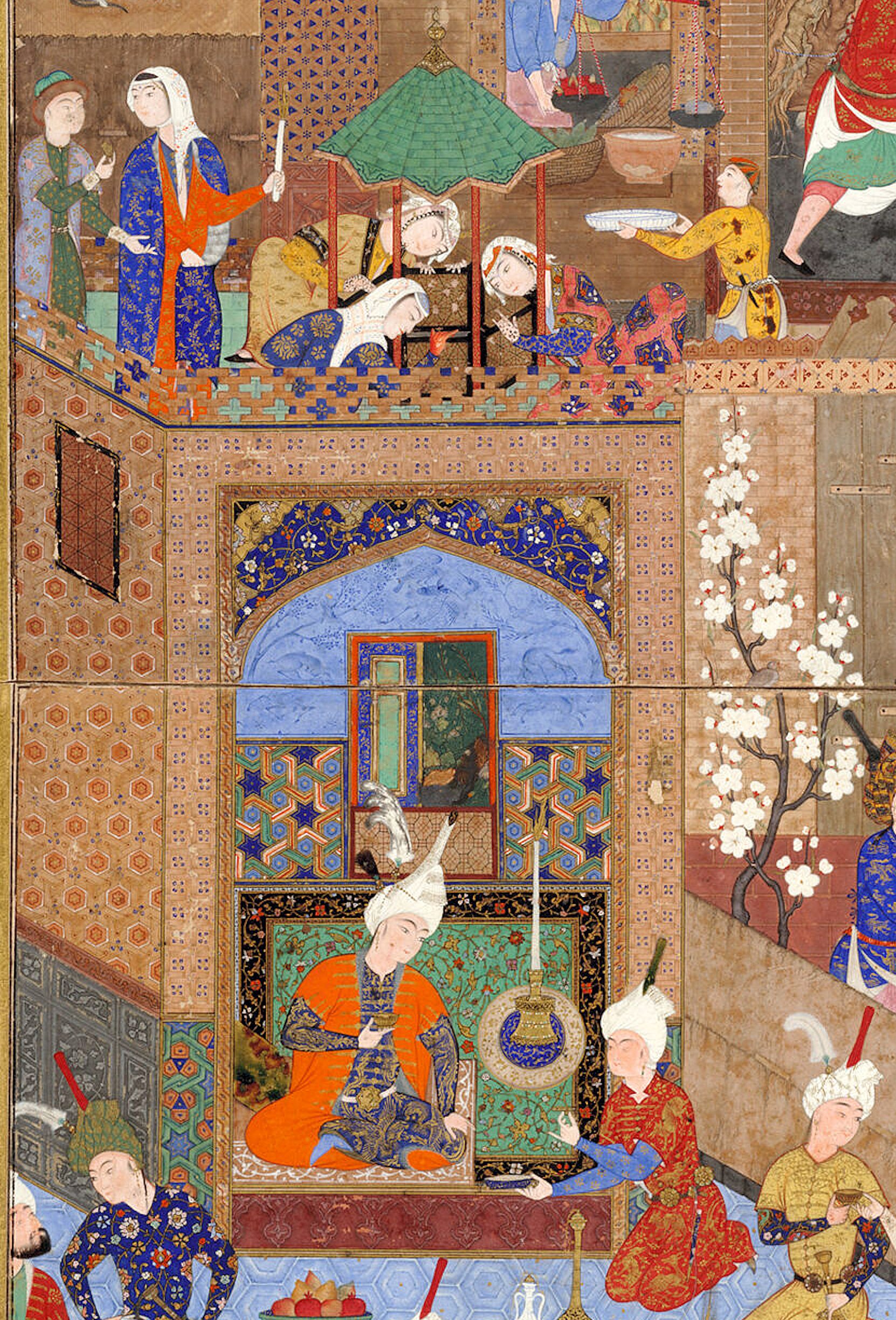
Il Palazzo Hasht Behesht nel giardino Sahibabad, 1540 circa, Arthur M. Sackler Gallery

L'arrivo dei mongoli nel 1220 insidiò l'ultimo ildegizide Muzaffar al-Din Uzbek (detto anche Ozbeg ibn Muhammad Pahlawan). Nel 1225 approdò in città il re dell'Impero corasmio Jalal al-Din Mankubirni, che la governò per sei anni sino al nuovo insediamento dei mongoli, che posero a capo della città Malik Sadr al-Din Tabrizi.
Tabriz fu capitale dell'Impero ilkhanide a partire dal regno di Abaqa (1265-1282) sino a quello di Oljeitu. Nel 1294 fu teatro di una ribellione a seguito dell'introduzione della carta moneta (chao). Sotto Ghazan Khan la città visse il massimo splendore: presso la dimora del monarca a Shanb Ghazan venne eretto un mausoleo a lui dedicato che superò per altezza quello che ai tempi era l'edificio più alto del mondo musulmano, ovvero il mausoleo del sultano Sanjar a Merv. Nel complesso di questo mausoleo vennero costruiti anche una moschea, due madrase (una sciafeita e l'altra hanafita), un ostello per i sayyd, un ospedale, un osservatorio simile a quello di Maragheh, una biblioteca, degli archivi, un edificio per i funzionari di queste istituzioni, una cisterna per l'acqua potabile e bagni con acqua calda. Presso ciascuna delle porte della nuova città furono costruiti un caravanserraglio, un mercato e dei bagni, e vennero piantati alberi da frutto provenienti da terre remote. Le mura civiche vennero ampliate e sulle pendici del Kuh-i Waliyan (oggi Aynali-Zaynali) vennero eretti diversi edifici dal visir Rashid al-Din Hamadani, da cui il quartiere prese il nome Rab'-e Rashidi. La città attrasse anche molti intellettuali e religiosi, come i poeti sufi Mahmūd Shabestarī e Muḥammad ibn Ṣiddīq Kujujī.
Oljeitu, succeduto a Ghazan Khan, spostò la capitale del suo regno a Soltaniyeh Nel 1336 il jalayride Hasan-e Bozorg insediò sul trono di Tabriz il pretendente Muhammad Khan, ma in seguito il chupanide Hasan Kuçek vi mise il fantoccio Suleyman Khan, poi il fratello di Hasan, Malek Ashraf, governò a Tabriz ed estese la sua autorità fino ai confini del Pakistan. La città venne ulteriormente occupata dai Jalayridi con Sultan Uvais Jalayr, ma i suoi successori vennero sconfitti da Tamerlano.
Sotto i timuridi Tabriz divenne la capitale di un feudo controllato da Miran Shah, che in seguito venne sostituito e giustiziato da suo padre Tamerlano per via del comportamento dissoluto e scellerato. Dopo una serie di lotte intestine che coinvolsero i successori del capostipite timuride, la città venne consegnata a Sultan Ahmed Jalayr, riconosciuto dai suoi abitanti come legittimo sovrano.
I Kara Koyunlu riuscirono a resistere a Shah Rukh e con Jahan Shah Tabriz divenne capitale di un regno che si estendeva dall'Asia Minore sino al Golfo Persico e a Herat. A questo periodo risale la costruzione della moschea Blu, uno degli edifici più notevoli della città. Dopo la morte di Jahan Shah avvenuta nel 1467, Tabriz passò sotto il controllo degli Ak Koyunlu. Giosafat Barbaro, qui inviato dalla Repubblica di Venezia nel 1474, descrisse Tabriz come una città animata e pacifica. Difatti, sotto il regno di Uzun Hasan, in città arrivarono letterati di corte come lo storico curdo Idris Bitlisi e venne eretto il Palazzo Hasht Behesht, i cui soffitti erano dipinti con scene di tutte le grandi battaglie persiane. Accanto a questo palazzo vennero costruiti anche una moschea, una grande piazza (maydan), un harem che poteva ospitare 1000 donne e un ospedale per 1000 pazienti.

### Le guerre tra i Safavidi e gli Ottomani

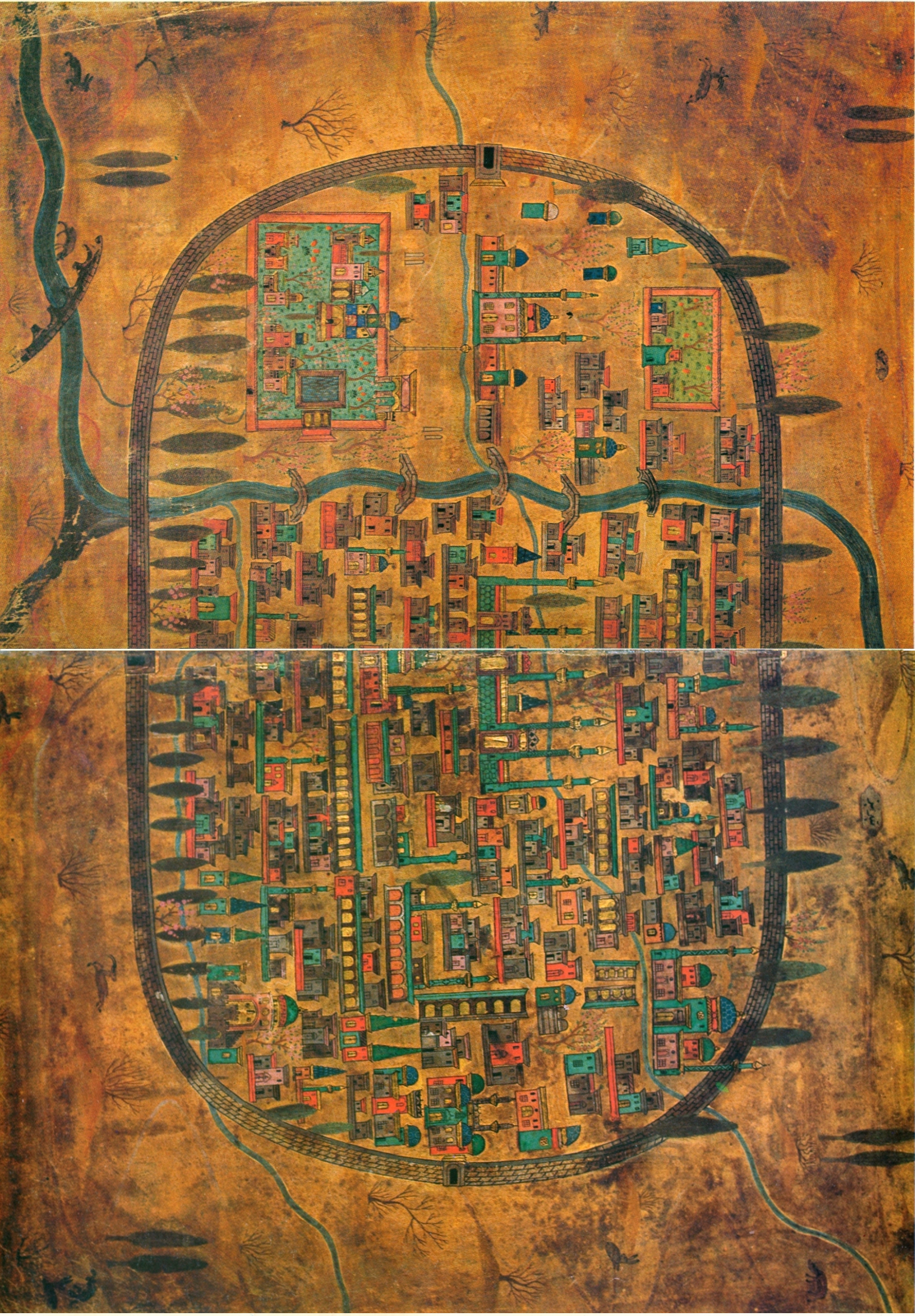
Mappa di Tabriz (orientazione nord), opera di Matrakçı Nasuh, 1538

Quando Scià Isma'il I occupò Tabriz nel 1500, i circa 2/3 dei cittadini, che erano sunniti, furono soggetti a persecuzione per via delle misure volte a imporre lo sciismo da parte dei Safavidi. Dopo la battaglia di Cialdiran del 1514, l'Impero ottomano assediò la regione per circa una settimana e saccheggiò Tabriz di tutti i tesori dei sovrani persiani, trasferendo a Istanbul i migliori artigiani della città. Tahmasp I, avendo intuito il pericolo di avere una capitale così vicina alla frontiera, spostò la sede del suo regno a Qazvin. A causa della sua avarizia, il sovrano non godette di grande popolarità a Tabriz, come riportato dall'ambasciatore veneziano Vincenzo degli Alessandri.
Nel 1534 e nel 1548 Solimano il Magnifico occupò Tabriz, cercando di difenderla dalle incursioni di Alqas Mirza, fratello di Tahmasp I, che aveva proposto di massacrare la popolazione locale. Il 29 maggio 1555 venne firmata la pace di Amasya, che garantì tranquillità per trent'anni, sino a quando nel 1585 Özdemiroğlu Osman Pascià assediò nuovamente la città massacrandone la popolazione. Il gran visir ottomano fece erigere una cittadella per resistere agli attacchi del capo ministro safavide Hamza Mirza.
Dopo la morte di Solimano, Tabriz fu teatro di 48 scontri tra gli ottomani guidati da Scipione Cicala e i persiani, sino alla definitiva sconfitta di questi ultimi da parte di Serdar Ferhad Pascià. ʿAbbās I il Grande fu quindi costretto a cedere al nemico le conquiste in Transcaucasia e nell'ovest della Persia. Nel 1603 tuttavia, approfittando delle debolezze di Mehmed III con i sipahi, ʿAbbās I riprese il controllo di Tabriz trattando i nemici con generosità, anche se in un ritorno di fanatismo sciita gli abitanti uccisero un gran numero di turchi.
Nel 1610 l'esercito ottomano tentò invano l'offensiva contro i persiani, i quali eressero una nuova fortezza a Tabriz edificata presso il quartiere di Rab'-i Rashidi. Con il trattato del 1612 i Safavidi ripristinarono i confini ai tempi di Tahmasp I e di Solimano il Magnifico. Dopo la morte di ʿAbbās i conflitti turco-persiani si intensificarono, e ciò contribuì alla distruzione di molti edifici cittadini, comprese le antiche mura. Gli storici dell'epoca tuttavia riferiscono che Tabriz venne ricostruita in pochi anni e che contava 550.000 abitanti (cifra probabilmente esagerata).
Quando nel 1723 Tahmasp II cedette le province caspiche all'Impero russo, gli ottomani occuparono in via precauzionale i distretti di frontiera tra Tabriz ed Erevan, e ciò rese Tabriz l'ennesimo teatro di guerra tra i turchi e i persiani. Dopo la morte di Nadir Shah, l'Azerbaigian passò a Karim Khan. Nel 1780 Tabriz venne colpita da un violento terremoto.

### I Qajar e l'ingerenza russa

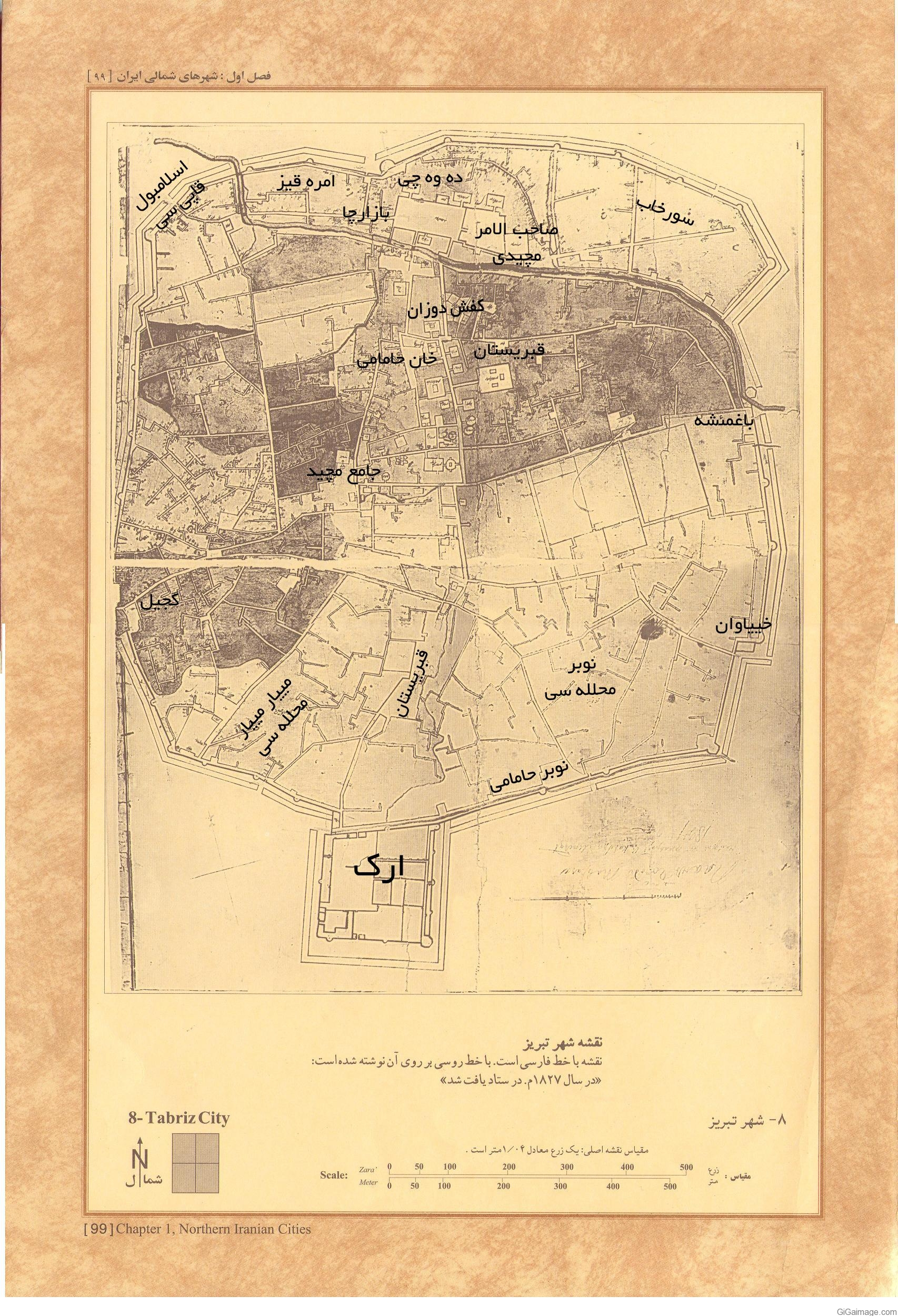
Mappa russa di Tabriz, 1827

Con l'annessione della Georgia all'Impero russo nel 1801, Tabriz divenne il principale centro delle attività belliche persiane. Nell'ambito dell'ammodernamento dell'esercito persiano sui modelli europei, la città ospitò un'importante missione inglese, che includeva numerosi esploratori di spicco.Abbas Mirza vi fece costruire arsenali, fonderie di cannoni, depositi e officine. Tuttavia, lo splendore che Tabriz visse in passato era ormai svanito. Nel suo secondo viaggio, James Justinian Morier riportò che la città aveva solo un decimo della sua antica magnificenza e che non possedeva edifici pubblici di rilievo. Altri visitatori riportano che gli abitanti di Tabriz fossero tra il 30.000 e i 60.000, comprese diverse famiglie armene.
Nell'ambito della guerra russo-persiana l'Impero russo invase la regione. Il trattato di Turkmenchay del 1828 sancì il confine definitivo tra i due imperi sul fiume Aras. I Qajar spostarono definitivamente la capitale a Teheran e garantirono un momento di pace che consentì a Tabriz di riprendersi. Nonostante le terribili devastazioni del colera e della peste nel 1830 e nel 1831, il censimento del 1842 registrò 9000 famiglie, ossia tra le 100 e le 120 migliaia di persone. Dopo un periodo di stagnazione, il commercio si sviluppò, specialmente tra il 1833 e il 1836, ma l'eccessivo squilibrio tra le importazioni dalla Russia e le esportazioni dalla Persia provocò una grave crisi nel 1837, accentuata anche dall'apertura della rotta attraverso la Transcaucasia (Poti-Baku) in sfavore di Trebisonda-Tabriz.
Nei primi anni del Novecento a Tabriz si sviluppò un diffuso sentimento nazionalista e rivoluzionario corroborato dalle famiglie turche, che erano frutto di matrimoni tra persiani e turchi, mongoli, turkmeni, oghuz ecc. Nel 1916 venne inaugurata la prima ferrovia della Persia, che collegava Tabriz alla città di Jolfa, sul confine russo. Questa linea ferroviaria venne costruita sulla base di una strada lastricata progettata dieci anni prima dai russi.
Con la rivoluzione russa l'impero zarista abbandonò l'Azerbaigian iraniano, che presto fu occupato dagli ottomani. L'ordine venne ristabilito nel 1910 grazie a Reza Khan, che in futuro sarebbe diventato scià di Persia. Nel 1921 i sovietici rinunciarono a tutte le vecchie concessioni in Persia, e la ferrovia Tabriz-Jolfā, costruita a spese del governo russo, divenne proprietà dello Stato persiano.

### Il secessionismo azero
Nel 1945 Tabriz venne proclamata capitale del Governo Popolare dell'Azerbaigian, un regime autonomo e potenzialmente secessionista del Partito Democratico Azero, guidato dal veterano bolscevico Jaʿfar Pīshevarī. Questo Stato fantoccio esprimeva un genuino malcontento locale contro le politiche centralizzatrici di Reza Shah e la discriminazione dell'uso della lingua azera. In questo periodo furono avviate riforme agrarie e venne intrapresa la nazionalizzazione delle banche più grandi, nonché venne inaugurata l'Università di Tabriz, ma ci fu una reale possibilità di secessione completa e di una possibile unione con la Repubblica Socialista Sovietica Azera. Negli anni successivi l'uso della lingua azera venne scoraggiato dai Pahlavi per timore di possibili sentimenti secessionisti, almeno sino agli anni settanta.
Nonostante fosse passata da seconda città più grande del paese nel XIX secolo alla quarta nel 1980, dopo la seconda guerra mondiale a Tabriz vennero ampliate le strade e furono costruiti diversi giardini pubblici.

## Monumenti e luoghi d'interesse

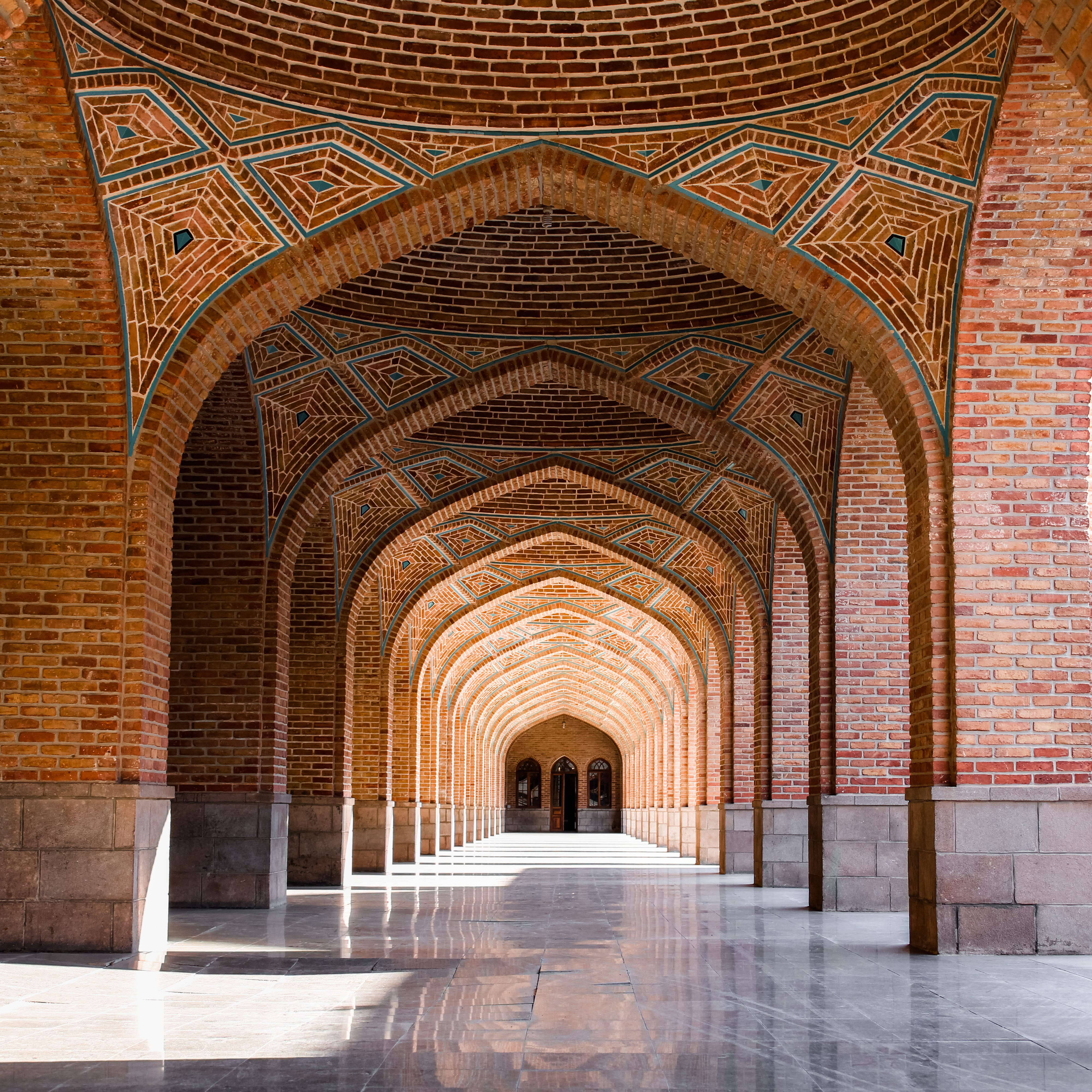
La moschea Blu

Ben poco è rimasto a testimonianza della storia secolare della città, tuttavia Tabriz conserva alcuni luoghi ed edifici antichi di indubbio fascino ed interesse. Fra questi ricordiamo la Moschea Blu o "Moschea Kabud" costruita nel 1465, la Moschea del venerdì, i resti della cittadella (arg) e il gran bazar, uno dei più estesi e antichi dell'area mediorientale, citato da Marco Polo nel suo libro Il Milione.
(Marco Polo, Il Milione, cap. 30. Traduzione italiana di Maria Bellonci)
(Robert Byron, La via per l'Oxiana)

## Economia
L'economia di Tabriz si basa sulla produzione di tappeti e di tessuti, oltre che sulla lavorazione del cuoio, sull'agricoltura e sulla trasformazione alimentare.

## Trasporti
Tabriz è servita da una ferrovia trans-persiana diretta a Teheran che passa per Zanjan e Qazvin, e da un'estensione che va verso ovest fino a Van, nella Turchia orientale.